# مثنانية
الشيميلية أو المثنانية أو دافني (الاسم العلمي: Thymelaeaceae) هي فصيلة من النباتات تتبع رتبة الخبازيات من طائفة ثنائيات الفلقة. وهي فصيلة عالمية الانتشار من النباتات المزهرة تتألف من 50 جنسا (المذكورة أدناه) و 898 نوعا. وقد تم تأسيسها في عام 1789 من قبل انطوان لوران دي جوسيو. نباتات هذه الفصيلة هي أكثر تنوعاً في نصف الكرة الجنوبي مما كانت عليه في النصف الشمالي، مع تركيزات كبيرة من الأنواع في أفريقيا وأستراليا. معظم الأجناس هي أفريقية الانتشار بأغلبية ساحقة. تتكون في معظمها من أشجار والشجيرات مع عدد قليل من المعترشات والنباتات العشبية. وهناك من ينسب هذه الفصيلة إلى نوع من نبات الدفنة وهو الدفنة المازريونية أو المازريون (الاسم العلمي:Daphne mezereum).

## التصنيف

### الأسر
- المثناناوات
  - العوداوية
    - العود

  - الدفناوية
    - الدَفْنَة
    - دفنية
    - المثنان

  - دفناوية متحدة المتك
    - دفنة متحدة المتك
- الأكتاليباوات
  - الأكتاليب
  - السولمزية
  - Aetoxylon
  - Amyxa
  - Gonystylus
  - Lethedon
  - Deltaria

### الجنس النموذجي
الجنس النموذجي لهذه الفصيلة هو المثنان.

### الأجناس
| - Arnhemia - Atemnosiphon - Craterosiphon - Dais - Diarthron - Dicranolepis - دركة - Drapetes - Edgeworthia - Englerodaphne - Enkleia | - Eriosolena - Funifera - Gnidia - Goodallia - Gyrinops - Jedda - Kelleria - Lachnaea - Lagetta - Lasiadenia - Linodendron - Linostoma - Lophostoma - Octolepis - Ovidia | - شنسروخ - Peddiea - Phaleria - بيماليه - Rhamnoneuron - Schoenobiblus - Stellera - Stephanodaphne - Struthiola - Synandrodaphne - Synaptolepis - Tepuianthus - Thecanthes - Wikstroemia |